# Synagoge (Lippstadt)

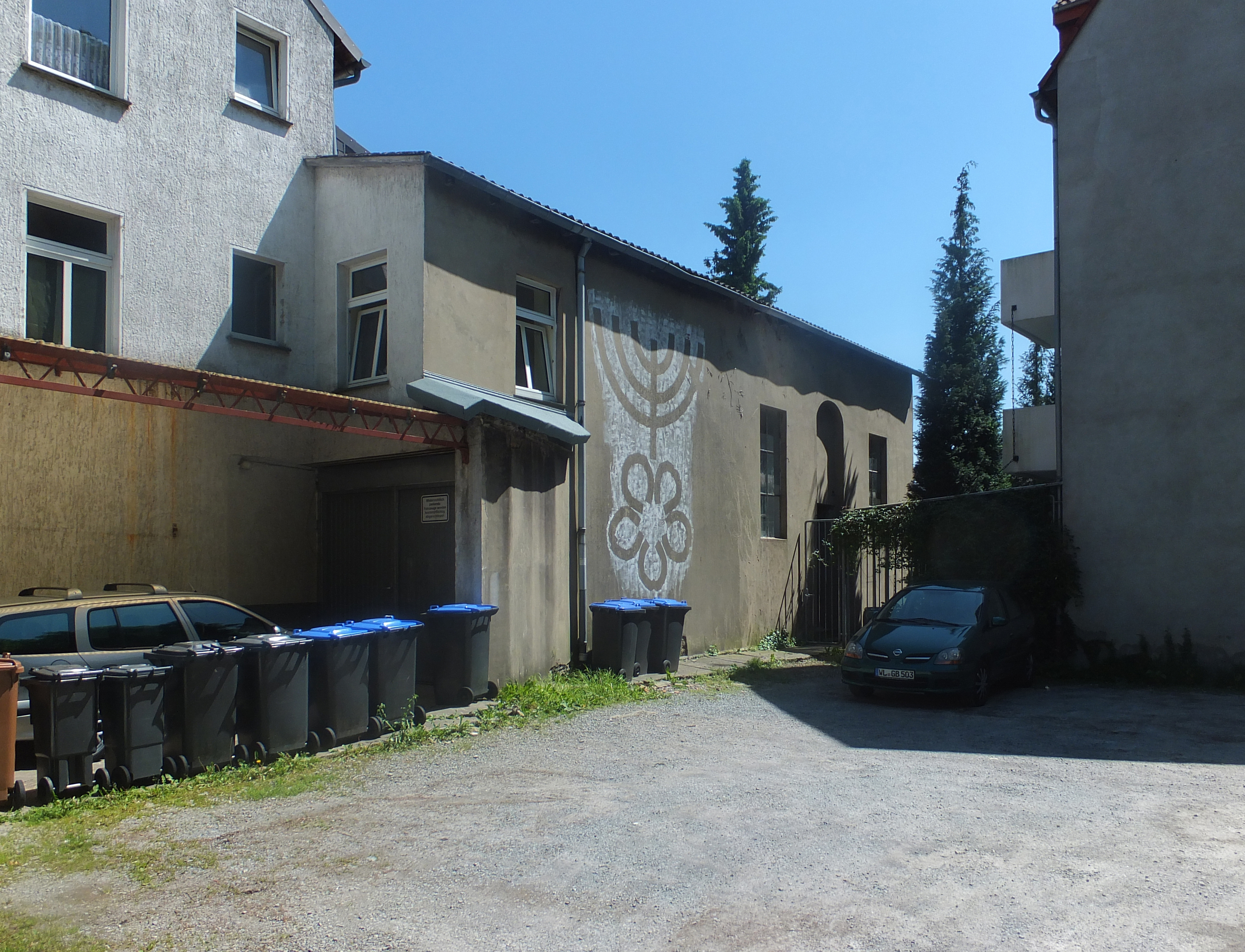
Ehemalige Synagoge Lippstadt

Die Synagoge in Lippstadt wurde 1852 gegenüber der heute nur noch als Ruine vorhandenen Stiftskirche errichtet und während der Novemberpogrome 1938 zum größten Teil zerstört. Die Überreste der Synagoge befinden sich an der David-Gans-Straße (ehemals Stiftsstraße 7). Eine Gedenktafel und ein Modell aus Edelstahlerinnern erinnern an das ehemalige Gotteshaus der heute nicht mehr bestehenden jüdischen Gemeinde Lippstadts.

## Geschichte
Die Lippstädter Synagoge wurde am 30. Juli 1852 von den etwa 200 Mitgliedern der jüdischen Gemeinde eingeweiht. Sie diente als Gottesdienstraum sowie als Versammlungsort und Studienplatz sowie bis 1910 als Schule.
Wie viele andere Synagogen wurde auch die Lippstädter Synagoge während der Novemberpogrome 1938 in der Nacht vom 9. zum 10. November 1938, der sogenannten „Reichskristallnacht“, geschändet und in Brand gesetzt. Von der Synagoge blieben nur die Wände stehen. Die Treppengiebel der Giebelwände wurden 1957 abgetragen und das Gebäude wurde überdacht und als Lagerraum genutzt.

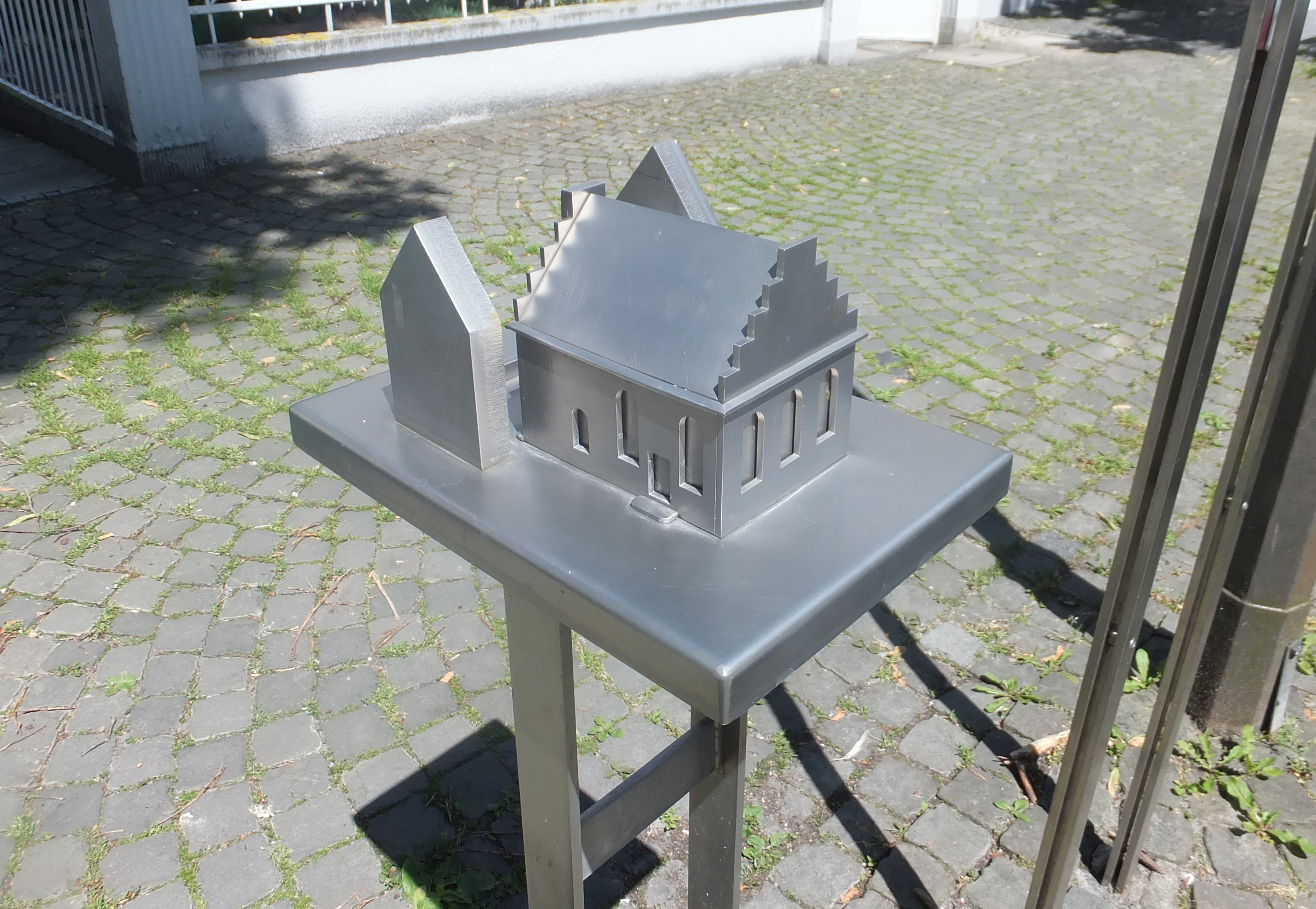
Edelstahlmodell des jüdischen Gebetshauses

1985 wurde eine Tafel als Erinnerung an die Synagoge angebracht, am 12. Juni 1989 wurden die Überreste der ehemaligen Synagoge als Baudenkmal in die Denkmalliste der Stadt Lippstadt eingetragen. Entsprechend dem Eintrag bezieht sich der Denkmalwert auf die noch vorhandenen Gebäudeteile der ehemaligen Synagoge sowie das als Schultoilette und Umkleideraum des Rabbiners genutzte Nebengebäude im Garten.
2008 wurde ein Edelstahlmodell des jüdischen Gebetshauses an der Stiftstraße aufgestellt. Im September 2010 gestaltete die Künstlerin Heide Weidele die Wand der Synagoge mit einer siebenarmigen Menorah und einer Mandelblüte. Im Jahr 2020 wurde zum Gedenken an die 182 deportierten jüdischen Lippstädter dort ein Kulturzentrum eingerichtet.  

## Belege
1. 1 2  Modell dient als Mahnmal / Jüdische Synagoge brannte vor 70 Jahren ab / Miniatur soll an Versammlungshaus erinnern . Der Patriot, 5. November 2008.
2. 1 2  Jürgen Kortmann: Zur ewigen Erinnerung (Memento vom 26. April 2016 im Internet Archive). Der Westen, 4. November 2008.
3. 1 2  Synagoge in Lippstadt. Edelstahlmodell erinnert an zerstörte Lippstädter Synagoge. Flensburg online, 4. November 2008.
4. ↑  Eintragung nr. 0237 in der Denkmalliste der Stadt Lippstadt, übermittelt durch die Untere Denkmalbehörde der Stadt Lippstadt.
5. ↑  Vorstellung des Werks auf der Homepage des Kunstvereins Lippstadt, September 2010.

Koordinaten: 51° 40′ 32″ N, 8° 20′ 28,4″ O